# Shelly Palmer
Pour les articles homonymes, voir Palmer.
Shelly Palmer est un compositeur, acteur, producteur et scénariste américain essentiellement actif à la télévision.

## Filmographie

### Comme compositeur
- 1989 : Live with Regis and Kathie Lee (série télévisée)
- 1991 : Martha Stewart Living (série télévisée)
- 1996 : Spin City ("Spin City") (série télévisée)
- 2002 : HotPop (série télévisée)
- 2003 : Inside the Archives (feuilleton TV)
- 2005 : 48th Annual New York Emmy Awards (TV)
- 2006 : Media 3.0 with Shelly Palmer (série télévisée)

### Comme acteur
- 2006 : Media 3.0 with Shelly Palmer (série télévisée)

### Comme producteur
- 2002 : HotPop (série télévisée)

### Comme scénariste
- 2006 : Media 3.0 with Shelly Palmer